# Wellston (Missouri)
Wellston és una població dels Estats Units a l'estat de Missouri. Segons el cens del 2000 tenia 2.460 habitants.

## Demografia
Segons el cens del 2000, Wellston tenia 2.460 habitants, 779 habitatges, i 578 famílies. La densitat de població era de 1.055,3 habitants per km².
Dels 779 habitatges en un 36,6% hi vivien nens de menys de 18 anys, en un 22,3% hi vivien parelles casades, en un 44,9% dones solteres, i en un 25,7% no eren unitats familiars. En el 23,6% dels habitatges hi vivien persones soles el 9,5% de les quals corresponia a persones de 65 anys o més que vivien soles. El nombre mitjà de persones vivint en cada habitatge era de 3,08 i el nombre mitjà de persones que vivien en cada família era de 3,64.
Per edats la població es repartia de la següent manera: un 35,7% tenia menys de 18 anys, un 12,4% entre 18 i 24, un 23,8% entre 25 i 44, un 17,6% de 45 a 60 i un 10,5% 65 anys o més.
L'edat mediana era de 27 anys. Per cada 100 dones de 18 o més anys hi havia 75,3 homes.
La renda mediana per habitatge era de 18.596 $ i la renda mediana per família de 20.625 $. Els homes tenien una renda mediana de 21.264 $ mentre que les dones 18.917 $. La renda per capita de la població era de 6.262 $. Entorn del 54,2% de les famílies i el 59,1% de la població estaven per davall del llindar de pobresa.

## Poblacions més properes
El següent diagrama mostra les poblacions més properes.